# Hilkunalampi
Hilkunalampi är en sjö i Finland. Den ligger i kommunen Pelkosenniemi i landskapet Lappland, i den norra delen av landet, 800 km norr om huvudstaden Helsingfors. Hilkunalampi ligger 233,9 meter över havet. Arean är 12 hektar och strandlinjen är 1,44 kilometer lång. Sjön  ingår i Kemi älvs huvudavrinningsområde. 